# Blocul Țăranilor și Intelectualilor
Blocul electoral “Blocul Țăranilor și Intelectualilor” (abreviat BȚI) a fost o coaliție politică din Republica Moldova, condusă de Simion Certan. La alegerile parlamentare din 27 februarie 1994, formațiunea a obținut 163.513 de voturi valabil exprimate (9,21%), ceea ce i-a permis să depășească pragul electoral de 4% și să intre în posesia a 11 mandate de deputați în Parlamentul de legislatura a XIII-a.
Blocul era format din:
- Congresul Intelectualității din Republica Moldova (PFD)
- Alianța Țăranilor Liberi (PNȚCDM)
- Liga Democrat-Creștină a Femeilor din Moldova
- Partidul Democrat-Creștin din Moldova
- Partidul Național Liberal

Parlamentare 1994